# Équation de Helmholtz (mécanique des fluides)
En mécanique des fluides l'équation de Helmholtz est l'équation de transport de la vorticité (ou tourbillon) pour l'écoulement d'un fluide incompressible barotrope. Elle a été établie par Hermann von Helmholtz en 1858.
Cette équation est utilisée pour l'étude des mécanismes de turbulence et, dans le cas non visqueux, pour l'étude de l'atmosphère.

## Équations de Navier-Stokes pour un milieu incompressible
Les équations de Navier-Stokes pour un milieu incompressible s'écrivent
- Équation d'incompressibilité

{\displaystyle \mathbf {\nabla } \cdot \mathbf {V} =0}
- Équation de bilan de la quantité de mouvement

{\displaystyle {\frac {\partial \mathbf {V} }{\partial t}}+\mathbf {\nabla } \cdot \left(\mathbf {V} \mathbf {V} \right)=-{\frac {1}{\rho }}\mathbf {\nabla } p+\nu \nabla ^{2}\mathbf {V} +\mathbf {g} }
où ρ est la masse volumique supposée variable, p la pression, V la vitesse et ν la viscosité cinématique du fluide. g est une force extérieure.

## Équation de Helmholtz
L'équation de quantité de mouvement ci-dessus peut s'écrire
{\displaystyle {\frac {\partial \mathbf {V} }{\partial t}}+{\frac {1}{2}}\nabla V^{2}+{\boldsymbol {\Omega }}\times \mathbf {V} =-{\frac {1}{\rho }}\mathbf {\nabla } p+\nu \nabla ^{2}\mathbf {V} +\mathbf {g} }
On a introduit dans cette équation la vorticité
{\displaystyle {\boldsymbol {\Omega }}=\nabla \times \mathbf {V} }
en prenant le rotationnel de cette nouvelle équation il vient (on suppose g irrotationnel)
{\displaystyle {\frac {\partial {\boldsymbol {\Omega }}}{\partial t}}+\nabla \times ({\boldsymbol {\Omega }}\times \mathbf {V} )={\frac {1}{\rho ^{2}}}\nabla \rho \times \nabla p+\nu \nabla ^{2}{\boldsymbol {\Omega }}}
Le second terme se développe de la façon suivante
{\displaystyle \nabla \times ({\boldsymbol {\Omega }}\times \mathbf {V} )=(\mathbf {V} \cdot \nabla ){\boldsymbol {\Omega }}-\mathbf {V} \,\underbrace {\nabla \cdot {\boldsymbol {\Omega }}} _{\equiv 0}-({\boldsymbol {\Omega }}\cdot \nabla )\mathbf {V} +{\boldsymbol {\Omega }}\,\underbrace {\nabla \cdot \mathbf {V} } _{=~0}}
Finalement l'équation de conservation de la vorticité s'écrit
{\displaystyle {\frac {\partial {\boldsymbol {\Omega }}}{\partial t}}+(\mathbf {V} \cdot \nabla ){\boldsymbol {\Omega }}=({\boldsymbol {\Omega }}\cdot \nabla )\mathbf {V} +\nu \nabla ^{2}{\boldsymbol {\Omega }}+\Pi }
où Π est le vecteur barocline
{\displaystyle \Pi ={\frac {1}{\rho ^{2}}}\nabla \rho \times \nabla p}
Ce terme est nul pour un fluide barotrope. On obtient alors l'équation de Helmholtz
{\displaystyle {\frac {\partial {\boldsymbol {\Omega }}}{\partial t}}+(\mathbf {V} \cdot \nabla ){\boldsymbol {\Omega }}=({\boldsymbol {\Omega }}\cdot \nabla )\mathbf {V} +\nu \nabla ^{2}{\boldsymbol {\Omega }}}